# ルベン・ラメイラス
ルベン・バルセロス・デ・ソウザ・ラメイラス（Rúben Barcelos De Sousa Lameiras, 1994年12月22日 - ）は、ポルトガル・リスボン出身のサッカー選手。プリメイラ・リーガ・GDシャヴェス所属。ポジションはFW(RWG)。

## 経歴
トッテナム・ホットスパーFCのアカデミー出身。トッテナム時代にはアルスヴェンスカンのオートヴィーダベリFFにレンタル移籍し、経験を積んだがトッテナムのトップチームでの出場機会は無かった。
2015年7月24日にコヴェントリー・シティFCに完全移籍。2016-17シーズンはEFLトロフィーの優勝に貢献した。
2017年6月8日、プリマス・アーガイルFCに移籍。2018-19シーズンはフットボールリーグ1で11ゴールを記録するなど活躍し、そのシーズンのチーム最優秀選手に選ばれた。
2019年6月24日、プリメイラ・リーガのFCファマリカンへ移籍。自身初の母国でのプレーとなる。
2021年1月8日、ヴィトーリアSCに3年半契約で移籍した。

## 獲得タイトル・表彰

### チーム
コヴェントリー・シティ
- EFLトロフィー(2016-17)

### 個人
プリマス・アーガイル
- シーズン最優秀選手(2018-19)